# میرزاحسن تبریزی
میرزاحسن تبریزی (۱۲۶۸ هـ. ق-۱۳۳۷ هـ. ق، تبریز) مشهور به «میرزاحسن مجتهد» و «میرزاحسن آقا مجتهد» از روحانیون متمول و پرنفوذ تبریز در عصر مشروطه بود.

## خاندان و تحصیلات
میرزا حسن مجتهد فرزند میرزا باقر مجتهد بود. تحصیلات مقدماتی را در تبریز فرا گرفت و به عتبات عالیات مشرف گردید. مدتها در نجف اقامت کرد در فقه و اصول به مرتبه اجتهاد رسید. از میرزای شیرازی، سید حسین کوه کمری و ملاعلی نهاوندی استادهای خود اجازه اجتهاد گرفت. در عصر خود به مرتبه عالی علم نایل گردید. پس از فوت پدر جانشین او شد و متصدی مرافعه و قضاء در تبریز گردید.
میرزاحسن از اعضای یکی از خاندان‌های برجسته روحانی شیعه به‌شمار می‌آمد که در قرون ۱۲ و ۱۳ هجری قمری در تبریز نفوذ و شهرت داشتند. پدرش میرزا محمدباقر امام جمعه تبریز و عمویش میرزا جوادآقا مجتهد هردو از علمای برجسته زمان خود بودند.
در تبریز، از صد سال پیش از مشروطه پیشوایی و فرمانروایی از آن خاندان میرزا احمد بوده و اینان دارایی بسیار اندوخته و آبادی های بسیار بدست آورده و از هر باره ریشه دوانیده بودند. در زمان ناصرالدین‌شاه، رشته در دست حاجی میرزا جواد می بود که نزدیک به سی سال پیشوایی و فرمانروایی کرد. و چون او در سال ۱۲۷۴ خورشیدی (۱۳۱۳ قمری) در گذشت، نوبت به پسرش میرزا رضا رسید. و چون پس از سه سال این هم در گذشت، برادرزاده حاجی میرزا جواد، حاجی میرزا حسن مجتهد که از نجف بازگشته بود، به نام مجتهد رشته را بدست آورد. و از آن سوی برادرزاده این، حاجی میرزا کریم، به نام «امام جمعه» بکار پرداخت. در سالهای پیش از مشروطه، این دو تن میبودند و هر یکی دارایی بسیار و دستگاه بزرگی میداشتند و عمو و برادرزاده با یکدیگر همچشمی و کشاکش نیز می‌نمودند. از آنسوی مجتهدان دیگری نیز از میرزا صادق آقا و برادر او حاجی میرزا محسن و حاجی میرزا ابوالحسن انگجی و دیگران نیز میبودند.
میرزا حسن نزد میرزای شیرازی، سید حسین کوه کمری، ملاعلی نهاوندی و محمدحسن ممقانی تحصیل کرده بود و دارای مقام اجتهاد بود. برادرزاده وی میرزا عبدالکریم امام جمعه تبریز بود.

## در جنبش مشروطه ایران
در زمان آغار جنبش مشروطه همانند سایر علما موافق مشروطه و کمک‌رسان آن بود.

### بست نشستن در کنسولخانه انگلیس
در تهران فرمان مشروطه داده شده و مجلس چند گاهه برپا گردیده و «نظامنامهٔ انتخابات» نوشته می شد. ولی در تبریز و دیگر شهرها نشانی دیده نمی‌شد. کوشندگان در تکاپو می‌بودند و نشستها برپا می‌کردند. در این میان در کوی دوچی یک دستهٔ دیگری برای کوشش پدید آمده بود. رنجیدگی حاجی میر مناف را از محمد علی میرزا نوشتیم. او از یک خاندان بزرگی که «سادات ارزل» نامیده میشدند می بود و همگی آنان با محمد علی میرزا دشمن شده بودند. میر هاشم که از آن سیدها و خود یکی از پیش نمازان می بود کسانی را بi سر خود گرد آورده و از آنان پیمان گرفته بود که نترسند و دست بهم داده بکوشند. بدین سان آمادگی ها می رفت تا در آخرهای شهریور نامه‌هایی رسید که دربار همچنان دشمنی و ایستادگی می کند و شاه از دستینه نهادن به «نظامنامهٔ انتخابات» خودداری می نماید، و دوباره بازارها بسته شده و شور و خروشی برخاسته. از این آگاهی ها کوشندگان در اینجا نیز به تکان آمدند و بر آن شدند که در اینجا نیز جنبشی نمایند، و به این کار میرهاشم و همدستان او پیشگام گردیدند. در اینجا هم به پیروی از تهران رفتن به کونسول خانه انگلیس را برگزیدند. 

پنجشنبه (۲۸ شهریور ۱۲۸۵ خورشیدی) کار به رونق خود افزود. زیرا از یکسو انبوه مردم رو به کونسولخانه آوردند. کسانیکه دیروز بازار را بسته و به خانه‌های خود شتافته و به اینجا نیامده بودند امروز می آمدند. کسانی که دیروز داستان را نشنیده بودند امروز شنیده و به اینجا می شتافتند. کونسولخانه و آن پیرامونها پر از مردم می بود. مسجد صمصام خان را در آن نزدیکی فرش کردند و جایگاه دیگری برای گرد آمدن مردم پدید آوردند. از یکسو هم علمای بزرک، از حاجی میرزا حسن مجتهد و حاجی میرزا کریم امام جمعه و میرزا صادق و حاجی میرزا محسن و ثقةالاسلام و حاجی سید محمد قره‌باغی و دیگران همگی به مردم پیوستند و به مسجد صمصام خان آمدند. 

اندیشیدنی ست که شاه که یک ماه و نیم پیش از این، فرمان مشروطه را داده بود و این زمان در تهران نمایندگان شصت‌گانه دارالشوری برگزیده می شدند، بهر چه پاسخ تبریزیان را زود نداد، و پس از آن کارها ایستادگی چه انگیزه میداشت؟! پیداست که جلوگیرهایی در میان می بوده و کارهایی در پرده میرفته که ما هنوز ندانسته‌ایم. رشته کارهای آذربایجان بیش از همه در دست محمد علی میرزا می بود و می توان گفت ایستادگی از سوی این پیش می آمده. کارهای آن روزی دربار نه چندان در هم و آشفته می بوده که با اندیشه توان دریافت. هر چه بود دولت خواه و ناخواه گردن گذاشت و روز پنجشنبه چهارم مهر ماه (هشتم شعبان) می بود که از تهران به ولیعهد پاسخ رسید، و او این را با دست خطی از خود، به نزد مستر راتسلاو کونسول انگلیس فرستاد و نامه‌ای هم نوشت، و مستر راتسلاو رونویس آن دستخط و آن نامه را، با خود تلگراف شاه، به نام «انجمن عدالت طلبان تبریز» به نزد حاحی مهدی آقا و دیگر سران جنبش فرستاد. نیز همان روز تلگرافی از سفارت خانه انگلیس به کونسول رسید که رونویس آنرا نیز فرستاد. از این مژده مردم شاد گردیدند و همان روز از مسجد و کونسولگری بیرون آمدند و بازارها را باز کردند، و بچراغان و شادمانی پرداختند.

### دادن وکالت فروش غلات خود به انجمن ملی تبریز

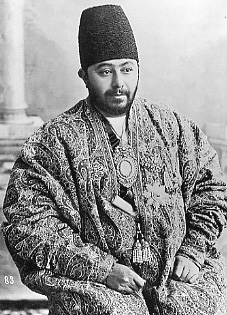
عبدالوهاب نظام‌الملک، حاکم آذربایجان از ۱۳۲۴ تا ۱۳۲۷ قمری

در آخرهای آذر ماه، روزی میرزا حسن نمایندگان انجمن را به خانه خود خواند، و چون رفتند رو بایشان گردانیده چنین گفت: «میان مردم پراکنده‌اند که مجتهد بدخواه مشروطه است. اگر در آغاز کار خواهان آن بود اکنون نمی‌باشد. نیز مرا به انبارداری بدنام ساخته‌اند. اکنون که غله گران و مردم از رهگذر نان در رنج و فشارند این دروغ را بآسانی باور میکنند. من برای آنکه نان ارزان و مردم آسوده گردند، به دلخواه خود رشته همه دیه هایم را به دست شما میسپارم که گندمهای مرا آورده به هر بهایی که میخواهید بفروشید و این کار را میکنم تا مردم بدانند من خواهان مشروطه هستم.» نمایندگان درخواست او را نمی‌پذیرفتند و او پافشاری نمود و نوشته پایین را با مهر خود سپرد:

«داعی به جهت صلاح ملت و تنزل قیمت، اختیار غله تمام دهات و علاقجات خود را به اجزای محترمین انجمن مقدس داده و ایشان را وکیل مطلق بلاعزل نمودم که تمام غله دهات مرا ضبط و تصرف نموده هر وقت به هر قیمت که دانند بفروش رسانند. در خصوص اجرت عمله و کرایه و سایر مخارج هر قراری گذارند قبول دارم. بالکلیه اختیار با ایشان است، حتی در وصولی. هر چه گویند به کمال اعتماد و اطمینان تصدیق خواهم داشت. به تاریخ چهارم ذیقعده الحرام ۱۳۲۴» (برابر با  ۲۸ آذر ۱۲۸۵) 

از این رفتار توانستیمی گفت که مجتهد از درون دل بمیان توده آمده بوده و این زمان دلسوزانه با مردم راه میرفته. ولی کارها و رفتارهای دیگر این مرد که سپس خواهیم دید جلو چنین گمانی را می گیرد. می باید گفت انگیزه این بیش از همه ترس بوده. زیرا چون در سایهٔ بی‌پروایی نظام‌الملک و کارشکنی دیه‌داران و دیگران غله به شهر کمتر می آمد و این روزها نان کمیاب شده باز به مردم سخت می گذشت و مردم به دیه‌داران خشمناک شده بدگویی بسیار می کردند و در میان آزادی‌خواهان گفتگوی آن می رفت که انبارهای دیه‌داران را بدست گیرند و آنان را به فروش گندمهای خود وا دارند، مجتهد برای نگه داری آبروی خود به آن رفتار برخاست. هر چه هست کار نیکی بود، و حاجی میرزا محمود تاجر باشی که یکی از نمایندگان انجمن می بود بر گمارده شد که گندمهای او را به شهر آورد و بفروشد و او تا هشتاد خروار آورانید و فروخت، و سپس کناره‌جویی نمود.

### مخالفت با حضور بلژیکی ها در گمرک و پستخانه تبریز
در تبریز کارکنان گمرک و پستخانه به سران اروپایی خود شوریدند، و همگی دست از کار کشیدند و چنین گفتند که تا اداره‌ها از دست اروپاییان گرفته نشود ما به کار نخواهیم پرداخت. انجمن پشتیبانی از آنان نموده تلگرافی به دارالشوی فرستاد. بدزبانی بلژیکیان به همگی برخورده بود و بارها در انجمن گله از رفتار آنان بمیان آمد. انجمن خواستار بود که چنانکه نوز رفته دیگر بلژیکیان هم بروند، و این بود به شورش کارکنان گمرک و پستخانه ارج بیشتر میگزاشت. گذشته از تلگرافهایی که به دارالشوری و نمایندگان آذربایجان در آنجا می شد، حاجی میرزا حسن مجتهد و ثقةالاسلام و حاجی میرزا محسن هر کدام تلگرافی به شاه فرستادند و بر داشته شدن بلژیکیان را خواستار گردیدند. ولی این کوششها نتیجه نداد، و با حال آنروزی نشدنی بود که به یکبار دست بلژیکیان را از کار دور گردانند. از کوششهای انجمن تنها این نتیجه بدست آمد که در تبریز سران گمرک و پست از کارکنانی که شوریده بودند دلجویی نموده و نوید نیک رفتاری داده و دوباره به سر کارشان بردند.

### حمایت مجتهد از مالک قره چمن و همدستی وی با حاکم آذربایجان در سرکوب مردم

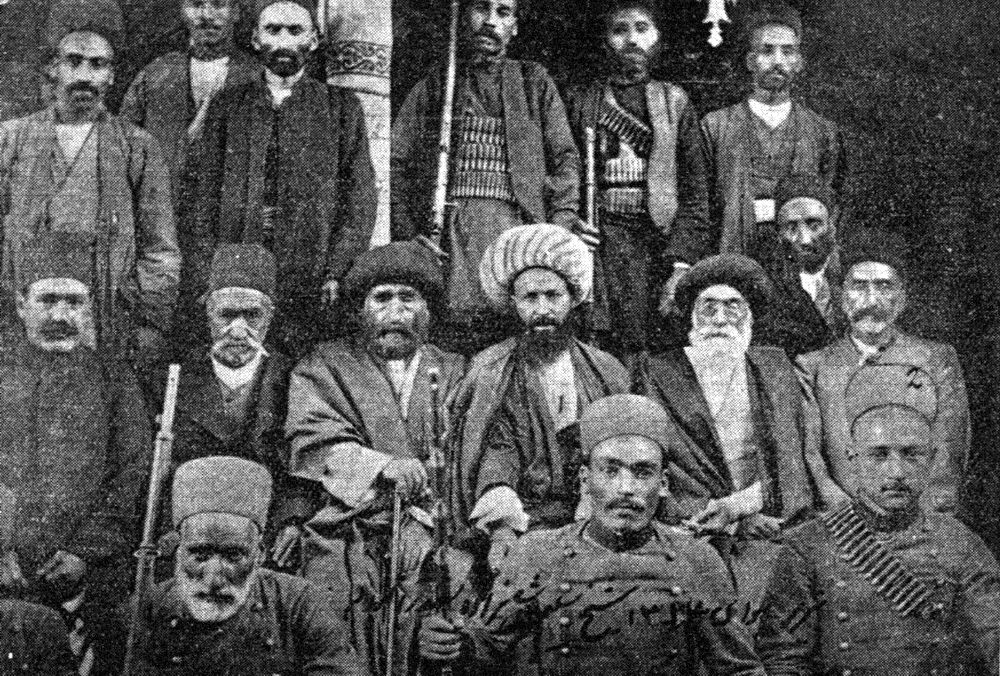
شیخ سلیم و دیگر مجاهدان

در این روزها در قریه قراچمن که حوالی میانج است غائله فیمابین حاج محمد علی نام یکی از ملاک آنجا و پاره رعیت اتفاق افتاد، مذکور شد که رعیت ریخته غله او را برده اند و نهایت بی حرمتی بر خودش کرده کار به جایی رسیده که اهل و عیال خود را به دهات فرستاده است. به تبریز آمد و نزد مجتهد به شکایت رفت. چون تیول وکیل الملک بود، منصور الملک گماشته او حمایت از او کرد. شب جمعه به خانه منصور الملک رفته خواستند بگیرند از پشت بام فرار کرد دعوی غلظت پیدا نمود، مجتهد از حکومت تنبیه ایشان را خواست.

واقعه از آنجا آغاز می شود که مردم قره‌چمن با حاجی محمد علی نامی که دارندهٔ دیه و یا اجاره‌دار آن می‌بود گفتگویی پیدا میکنند. مجتهد هواداری از این نموده به نظام الملک سپارشی میکند. نظام‌الملک که خود خواهان چنین فرصتی میبوده نصرالسلطان حاکم میانج را با صد سواره و صد پیاده بر سر قراچمن می فرستد، و اینان دیه را چاپیده و در ستمگری اندازه نمی شناسند. چنین گفته میشد که سه تن بچه از ترس مرده‌اند و چند زن در حال مردن می باشند. سپس به برخی خانه ها آتش زده و چون گروهی از قراچمنیان به دیه ازومدل گریخته بودند از دنبال آنان رفته و کسانی راهم در آنجا می کشند.
 
این آگاهی چون به تبریز رسید همگی سخت آزردند و روز آدینه بیست و دوم فروردین ۱۲۸۶ (۲۸ صفر) هنگام پسین یک دسته از طلبه‌ها و از قراچمنیان و دیگران در حیاط انجمن گرد آمده و به ناله و دادخواهی پرداختند و هیاهوی بزرگی بر پا کردند. ولی چون انجمن تهی و جز چند تن از سران پیشه‌وران کسی در آنجا نمی بود آن روز را پراکنده شده و رفتند. فردا شنبه همچنان در حیاط انجمن گرد آمدند. و چون نامه‌ای بنام دادخواهی از قراچمن رسیده بود آن را خواندند که کسانی به گریه افتادند. بیشتری از نمایندگان انجمن نیامده بودند و راستی آن بود که به پیش آمد ارج ننهاده می خواستند با بی ‌پروایی آن را از میان برند. کسانی از سران پیشه‌وران می‌گفتند سه تن فرستاده به دیه فرستیم که پیش آمد را رسیدگی کنند و آگاهی درستی آورند. شادروان شیخ سلیم ایستادگی نموده گفت: «داستانی به این آشکاری چه نیاز به رسیدگی است ؟! کاری که می ‌باید کرد آنست که حاجی محمدعلی را که مایه این گزند است بگیرند و بند کنند و از نظام‌الملک پرسیده شود که بهر چه دستور چنین تاراج و کشتاری را داده؟!» در نتیجه این سخن سه تن را برگزیده به نزد نظام‌الملک فرستادند و اینان هنگام پسین که دوباره مردم در انجمن گرد آمده بودند بازگشته و چنین آگهی آوردند: «نظام‌الملک نخست می‌گفت اینها که می گویند دروغ است. سواران تاراجی نکرده و آدمی هم نکشته اند.» سپس چون پافشاری نمودیم پاسخ داد: «حاکم شرع خودتان حاجی میرزا حسن آقا که نافذالحکم است حکم فرموده و من هم مأمور فرستاده‌ام». نیز آگاهی آوردند که نظام‌الملک دستور داده بود حاجی محمد علی را بگیرند و بند کنند و او چون دانسته گریخته و در خانه حاجی میرزا حسن بستی نشسته. 

از این آگاهی داستان رنگ دیگری پیدا کرد، و مردم پی به راستی برده و دانستند که مجتهد با مشروطه بدخواهی آغاز کرده، و این بود چنین نهادند که فردا بازارها را بسته و در انجمن گردآیند و به پیش آمد چاره کنند. فردا یکشنبه بازارها را بسته و در انجمن گرد آمدند و به فریاد و ناله برخاسته و چنین گفتند: «مجتهد باید بیاید و با بودن پیشنمازان پاسخ دهد که برای چه این کار را کرده؟!» چنان که گفتیم بسیاری از نمایندگان دل به سوی مجتهد می داشتند و این بود به خاموش گردانیدن مردم می ‌کوشیدند. ولی مردم خاموش نمی شدند. در این میان از شیخ سلیم در خواستند که وی به خاموش گردانیدن مردم بکوشد. شیخ سلیم چون با درخواست مردم هم داستان می‌بود آن را نپذیرفت. نمایندگان به او نیز بد گفتند و ناپاسداری نمودند. شیخ سلیم آزرده گردیده از انجمن بیرون رفت. 

برای نخستین بار از انجمن تبریز بدخواهی دیده میشد. نمایندگان با زور و فشار مردم را از انجمن بیرون کرده و به باز کردن بازار فرستادند، ولی مردم بویژه ستمدیدگان ایستادگی نشان داده و چون از انجمن بد رفتاری می دیدند، این بار در مسجد آدینه گرد آمدند و به ناله و فریاد بر خاستند. یکی از گله های ایشان رفتار بدی بود که در انجمن با شیخ سلیم شده بود. از آن سوی نمایندگان بدخواه انجمن چون از چگونگی آگاه شدند کسانی را فرستاده و مردم را از مسجد نیز بپراکندند و برای دلجویی از ایشان چنین نهادند که چهار تن پیش نماز را برگزینند و برای بازپرس و رسیدگی به قراچمن فرستند. 

از آن سوی برای پرده ‌پوشی به پیش آمد روزنامه انجمن داستان را جز به کوتاهی ننوشت و پرده از روی کار مجتهد و همدستان او بر نداشت.

### اقدام میرزا حسن به بیرون کردن واعظان مشروطه خواه از تبریز

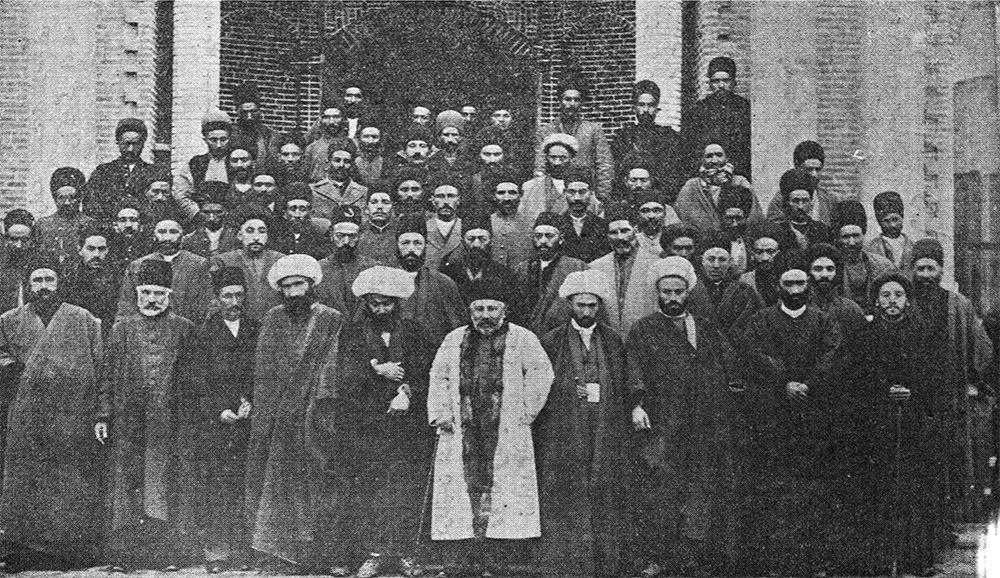
ردیف جلو شخصی که عبای سفید دارد حاجی نظام‌الدوله می باشد.

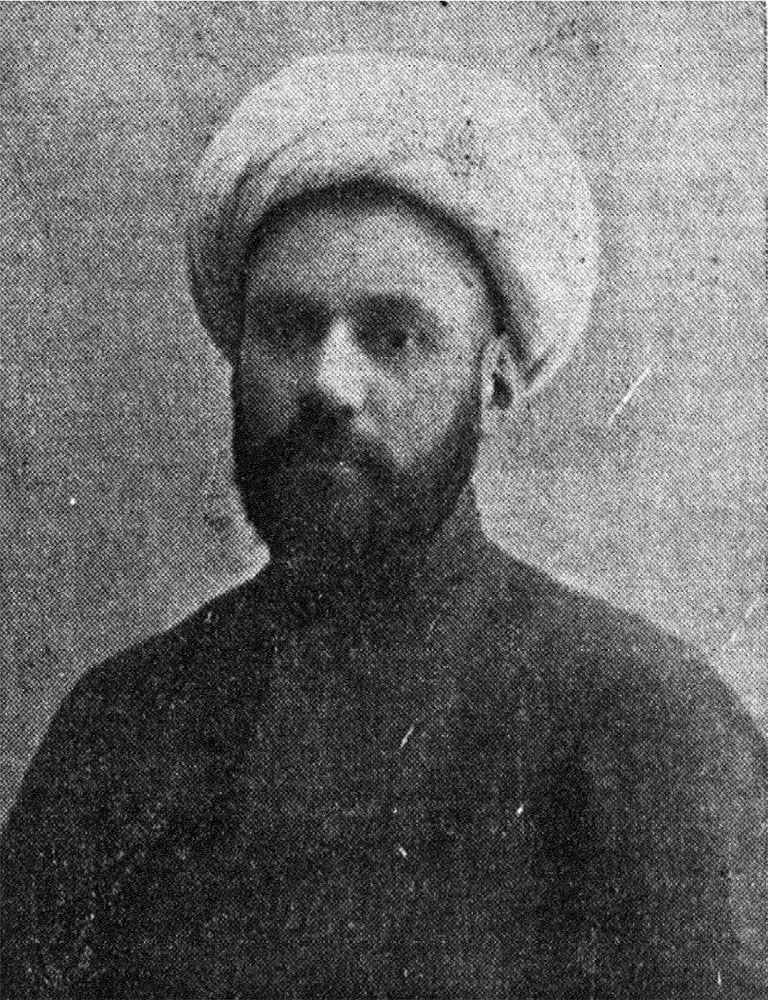
میرزا علی واعظ

ماه ربیع الاول ۱۳۲۵ شد. شب ششم ماه از تلفون اطلاع داده ملک التجار و حاج نظام الدوله و حاجی جلیل مرندی و آقا موسی مرتضوی مرا خواستند تلفن ها به هم بسته صحبت کردند که شیخ سلیم مفسد است باید از شهر بیرون برود، مجتهد را پای تلفن احضار کردند و قرار شد فردا در خانه مجتهد جمع شده قرار بگذارند. صبح در خانه ملک التجار اصناف و اعضای انجمن و غیره جمع شده مشورت کردند بعد به خانه مجتهد رفته در ضد شیخ سلیم و میرزا علی واعظ مذاکرات کرده و بالاخره حکم اخراج او را صادر کردند، با مهر انجمن کاغذ نویساندند.
پنداشته میشد داستان بپایان رسید. ولی بد خواهان خود رها نکردند و همان روز در انجمن بگفتگو از بیرون کردن شیخ‌سلیم از شهر پرداختند... کسانی تنها باو بس نکرده بیرون کردن آقا میرزا علی ویجویه و دیگران را هم خواستند. پیداست که دست مجتهد و نظام‌الملک در میان می ‌بود... 

لیکن مجاهدان و توده آزادیخواهان از این سخت بیازردند و این کار انجمن را جز نتیجه بد خواهی برخی نمایندگان نشناختند. این بود گردن به نهش انجمن نگزاردند و فردا که چهارشنبه بیست و هفتم فروردین (۳ ربیع‌الاولی) بود دسته دسته به خانه‌های شیخ سلیم و میرهاشم و دیگران رفته و آنان را باشکوه به مسجد آدینه آوردند و بنام آنکه بنیاد مشروطه را اینان نهاده‌اند بستگی بایشان آشکار گردانیدند و همگی با هم پیمان کوشش و جانفشانی تازه کردند. بدینسان بیزاری خود را از کردار و رفتار انجمن بی‌پرده گردانیدند، و بدینسان دو تیرگی میانه ایشان با انجمن (یا بهتر گویم: با نمایندگان بدخواه) پدید آمد... 

مجتهد با آن کینه‌توزی این بر نمی تافت که دو سه واعظ را از شهر بیرون کردن نتواند... روز شنبه دانسته شد حاجی میرزا حسن در خانه خود تفنگچی گرد آورده و کسان بسیاری به آنجا می روند. از آنسوی نمایندگان انجمن و همچنین سران پیشه وران به خانه حاجی ملک‌التجار خوانده شده بودند که چند تن از داستان آگاه و دیگران همگی ناآگاه می‌بودند، و اینان چون در آنجا گرد آمدند حاجی ملک بسخن آمده چنین گفت: «می باید بخانه مجتهد برویم، در آنجا نشستی هست». کسانی از سران پیشه وران بد گمان گردیده و از میان راه جدا گردیدند ولی دیگران با حاجی نظام‌الدوله و حاجی ملک روانه گردیده به خانه مجتهد در آمدند. در اینجا تالار پر از مردم و یک دسته تفنگچی که مجتهد از میان کسان خود و از روستاییان زبردست پدید آورده بود در حیاط در جلو پنجره می ایستادند... مجتهد بسخن آمده و رو به حاجی نظام‌الدوله و حاجی مهدی آقا گردانیده چنین گفت: «شما رئیس و ریش سفید انجمن هستید بعضی مطالب دارم میخواهم عرض نمایم» . پاسخ دادند: «بفرمایید». مجتهد بسخن پرداخته و در پایان بیرون کردن شیخ سلیم و میرزا علی واعط و چند تن دیگر را (که نامهای اینان را نمیبرد) خواستار گردید... 

ولی در بیرون همینکه آگاهی پراکنده گردید آزادیخواهان بهم برآمدند و بشور و غوغا برخاستند، و باندک زمانی بازارها را بسته روبسوی انجمن آوردند، و چون آنجا را تهی یافتند در زمان کسانی را برای آوردن پیشنمازان (که هنوز از مشروطه بر نگشته بودند) فرستادند. همچنین جستجوی نمایندگانی که هوادار خود میشناختند کردند. سران پیشه‌وران را یکایک گردآوردند. چون گفته میشد بیگلربیگی فراشها بخانه آقا میرزاعلی فرستاده که او را بی درنگ بیرون کنند یکدسته آهنگ آنجا کرده فراشان را از خانه بیرون گردانیدند. از اینسوی چون نمایندگان گرد آمدند از ایشان به بازخواست پرداختند که چرا در بیرون از انجمن و به خواهش این و آن، به فرمان بیرون‌کردن کسانی دستینه نهاده ‌اند، و چنین گفتند: «انجمن پناهگاه توده است اگر خواسته می‌شود کسی را از شهر بیرون کنند باید در اینجا بگناهش رسند و پس از آن بیرونش کنند، این چند کس که دستور بیرون کردن آنان را دادهر‌اید آیا چه گناهی کرده‌اند؟!» نمایندگان از پاسخ درمانده گفتند: «ما را ناگزیر گردانیدند.» گفتند: «پس کنون بفرستید و آن نوشته را که با زور نویسانیده شده پس بگیرید.» این را گفتند و پافشاری نشان دادند. چند تن از نمایندگان و پیش نمازان پیش بیگلربیگی رفته نوشته را پس خواستند. ولی او سر باز زد و نوشته را برد و به حاجی میرزا حسن پس داد. مردم ایستادگی نمودند که آن نوشته را بدست آورند و چند بار به نزد حاجی میرزا حسن فرستادند و او پافشاری نموده آن را نداد. در این میان در انجمن و در بیرون شور و خروش بسیار میرفت و از مجتهد و همدستان او که حاجی نظام‌الدوله و بصیرالسلطنه و حاجی ملک‌التجار می‌بودند بد میگفتند، و چون تا فرو رفتن آفتاب نوشته بدست نیامد و مجتهد همچنان پا فشرد چنین گفتند: «اینان بد خواه توده اند و میباید از شهر بیرون روند. اگر مجتهد امشب از شهر بیرون نرفت ما خود فردا بیرونش گردانیم.» چنین نهادند که فردا با تفنگ و افزار جنگ بیایند. بدینسان روز را بپایان رسانیده پراکنده شدند.

### بیرون کردن میرزا حسن از تبریز
و دانستن اینکه میرزا حسن مجتهد در خانه خود تفنگچی گرد آورده منجر به شورش مردم شده و نهایتا به تبعید وی از تبریز منجر شد. پس از آن تلگراف زیر برای آگاهی نمایندگان مجلس شورای ملی به تهران فرستاده شد:

تهران، خدمت آقایان وکلای محترم آذربایجان أدام‌الله بقائهم.
 خودتان اطلاعات کامله دارید که بعضیها بملاحظه اغراض شخصانی اسباب چینی مینمودند که مقصود از دست رفته قوانین عدلیه مشروطیت متروک شود و همواره مانع از پیشرفت مقصود بودند. از آنجمله جناب حاجی میرزا حسن آقای مجتهد که در این مدت آنچه توانست اقدامات در تخریب این مقصود مقدس نمود تا اینکه عموم علماء و ملت جمع شده از جهت اسکات فتنه و صلاح عموم ملت ایشان از از شهر تشریف بردند. محض اطلاع جنابانعالی عرض گردید. 
عموم ملت تبریز علماء اعضای انجمن ملی.
در تهران این را نپسندیدند. بویژه دو سید (سید محمد طباطبایی و سید عبدالله بهبهانی که بیازردند و هنگام پسین تلگرافی از آنان به تبریز رسید که از هر راه است مجتهد را خشنود گردانیده بشهر باز گردانند، و پیداست که با آن شور و خشم مجاهدان چنین کاری نشدنی بود. از فردا دوشنبه یکم اردیبهشت (۸ ربیع‌الاول) سران آزادی و کسانی از پیشنمازان در انجمن گرد آمدند و درباره نمایندگان بدخواه گفتگو کردند و چنین نهادند که آنان را بیرون از انجمن شناسند و به جای حاجی میرزا حسن و آن چند تن، نمایندگان دیگری برگزیده شوند. امروز دانسته شد حاجی میرزا محسن و آقا میرزا صادق و حاجی سید احمد خسرو شاهی هم از شهر بیرون رفته ‌اند. همچنین ثقةالاسلام بیرون رفته. نیز همان روز حاجی نظام‌الدوله و بصیرالسلطنه و حاجی ملک التجار و آقا موسی مرتضوی در شهر نمانده بیرون رفتند. در انجمن گفتگو کرده چنین نهادند که علما را بازگردانند و کسانی را برای بازگردانیدن ایشان فرستادند. ولی پروای آن دیگران نکردند.

### انجمن اسلامیه
با تشدید اختلاف محمد علی شاه و مشروطه طلبان تبریز، بار دیگر وی با تشکیل انجمن اسلامیه وبا درخواست مشروعه به جای مشروطه به همراه علمای دیگر به مخالفت‌های خود با مشروطه طلبان ادامه داد.
پس از ترک قوای روس  و نیز در زمان قیام شیخ محمد خیابانی، مجتهد به دعاوی حقوقی و شرعی مشغول بود و طی بیاننامه‌ای که در روزنامه تجدد ارگان حزب دمکرات انتشار داد همه مردم آذربایجان را به برادری و همکاری و حفظ اسلامیت و حفظ مشروطیت خواند و روزنامه نوشت « مجتهد ما با مشروطیت آشتی کرد ».